# Пара-Анизидин
пара-Анизидин (4-анизидин, 4-метоксианилин) — органическое вещество, принадлежащее к классу анилинов. Представляет собой бесцветные кристаллы, легко окисляющиеся и темнеющие на воздухе.

## Получение
Промышленный способ получения пара-анизидина заключается в метоксилировании пара-нитрохлорбензола Cl(C6H4)NO2 с образованием пара-нитроанизола CH3O(C6H4)NO2. На второй стадии это промежуточное соединение восстанавливают полисульфидом натрия или гидросульфидом натрия при нагревании или водородом на никелевых катализаторах.

## Химические свойства
пара-Анизидин вступает в реакции с неорганическими кислотами, подвергается ацилированию и диазотированию.

## Применение
пара-Анизидин применяют в синтезе красителей, азотолов и азоаминов, акрихина, а также для окрашивания в хроматографии сахаров. Также его используют для определения анизидинового числа.